# Benthopecten heteracanthus
Benthopecten heteracanthus är en sjöstjärneart som beskrevs av Macan 1938. Benthopecten heteracanthus ingår i släktet Benthopecten och familjen nålsjöstjärnor.
Artens utbredningsområde är Adenviken. Inga underarter finns listade i Catalogue of Life.